# Malīhābād
Malīhābād är en ort i Indien.   Den ligger i distriktet Lucknow District och delstaten Uttar Pradesh, i den centrala delen av landet, 400 km sydost om huvudstaden New Delhi. Malīhābād ligger 129 meter över havet och antalet invånare är 16 649.
Terrängen runt Malīhābād är mycket platt. Runt Malīhābād är det mycket tätbefolkat, med 2 181 invånare per kvadratkilometer. Närmaste större samhälle är Kākori, 9,6 km sydost om Malīhābād. Trakten runt Malīhābād består till största delen av jordbruksmark.